# Cinnamomum
Cinnamomum Schaeff., 1760 è un genere di piante della famiglia delle Lauracee, comprendente alberi e arbusti sempreverdi, aromatici delle regioni tropicali e subtropicali di tutto il mondo.

## Tassonomia
Il genere comprende oltre 240 specie, tra cui le seguenti:
- Cinnamomum aromaticum Nees, la cannella cinese o cassia
- Cinnamomum bejolghota (Buch.-Ham.)
- Cinnamomum burmannii (Nees & T. Nees) Blume
- Cinnamomum camphora (L.) J. Presl., la canfora
- Cinnamomum daphnoides Siebold & Zucc.
- Cinnamomum impressinervium Meisn.
- Cinnamomum loureiroi Nees
- Cinnamomum micranthum (Hayata) Hayata
- Cinnamomum oliveri F.M. Bailey
- Cinnamomum parthenoxylon (Jack) Meisn.
- Cinnamomum sintoc Blume
- Cinnamomum tamala (Buch.-Ham.) Nees & Eberm., detto tejpat
- Cinnamomum verum J. Presl.,  la cannella